# Cithaeron jocqueorum
Cithaeron jocqueorum és una espècie d'aranya araneomorfa de la família dels àrquids (Arkyidae). Aquesta espècie és endèmica de Costa d'Ivori. Es troba cap a Korhogo i Kossou. Aquesta espècie és anomenada així en l'honor d'Elizabeth i Rudy Jocqué, aracnòlegs experts en fauna de l'Àfrica tropical.
El mascle holotip fa uns 4,59 mm i la femella paratip 5,93 mm.